# Río Velille
Der Río Velille (im Oberlauf: Río Huerta und Río Cayarani) ist ein etwa 195 km langer linker Nebenfluss des Río Apurímac in den Regionen Arequipa und Cusco in Südzentral-Peru.

## Flusslauf
Der Río Velille entspringt in der Provinz Condesuyos (Region Arequipa) im Osten der Cordillera Huanzo, einem Gebirgszug der peruanischen Westkordillere, auf einer Höhe von etwa 5000 m. Der Río Velille fließt anfangs knapp 50 km in überwiegend ostnordöstlicher Richtung bis zur Einmündung des Río Palca von Süden. Auf diesem Abschnitt trägt der Fluss auch die Bezeichnung Río Huerta. Anschließend wendet sich der Fluss nach Norden. Er passiert bei Flusskilometer 126 die am rechten Flussufer gelegene Ortschaft Cayarani. Anschließend durchquert der Río Velille die Provinz Chumbivilcas in nordnordöstlicher Richtung. Bei Flusskilometer 100 liegt die Kleinstadt Velille am rechten Flussufer. Bis dorthin heißt der Fluss auch Río Cayarani. Der Río Velille durchfließt das Anden-Hochland in einer schmalen Schlucht in nördlicher Richtung. Bei Flusskilometer 68 trifft der Río Chilloroya von rechts auf den Río Velille. Oberhalb der Einmündung liegt der Ort Chamaca. Die unteren 50 Flusskilometer liegen innerhalb der Provinz Paruro. Auf den letzten 30 Kilometern wendet sich der Fluss in Richtung Nordnordwest, bevor er in den Río Apurímac mündet.

## Einzugsgebiet und Hydrologie
Das Einzugsgebiet des Río Velille umfasst ein Areal von 3700 km². Das Einzugsgebiet grenzt im Osten an das des Río Livitaca sowie im Westen an das des Río Santo Tomás. Die Flüsse münden oberhalb bzw. unterhalb des Río Velille in den Río Apurímac. Jenseits der Cordillera Huanzo, die entlang der kontinentalen Wasserscheide verläuft, liegt im Südwesten das Einzugsgebiet des Río Ocoña sowie im Süden das des Río Camaná (auch Río Colca). Beide Flüsse fließen zum Pazifischen Ozean. Der mittlere Abfluss des Río Velille liegt bei 45 m³/s.